# Bò Romagnola
Bò Romagnola là một giống bò từ vùng Emilia-Romagna của Ý. Nó thuộc về nhóm Podolic của bò xám. Bò Romagnola được sử dụng chủ yếu như những con vật dùng để kéo cày trong quá khứ; kể từ khi cơ giới hóa nông nghiệp vào giữa thế kỷ XX, chúng được nuôi chủ yếu để sản xuất thịt bò.

## Đặc điểm
Bò Romagnola có màu trắng ngà, có xu hướng chuyển sang màu xám, đặc biệt là bò đực; da và các khoang hở tự nhiên có màu đen. Màu sắc của bộ lông thay đổi theo mùa và tối hơn vào mùa đông. Những chiếc sừng có màu nhạt, có hình dạng giống như thất huyền cầm, hình bán nguyệt ở bò đực; chúng có màu xám đen ở con vật trẻ và trở nên nhợt nhạt ở gốc và tối ở đầu khi nó dần trưởng thành. Như với tất cả các giống bò Podolic, những con bê được sinh ra vốn có có màu lúa mì nhưng trở nên trắng vào khoảng ba tháng.

## Sử dụng
Romagnola trong quá khứ chủ yếu là giống kéo cày, mặc dù cũng được nuôi thịt; tuy ít nhưng việc chăn nuôi lấy sữa cũng được ghi nhận. Trong những năm trước và sau Thế chiến thứ hai, cơ giới hóa nông nghiệp tiến bộ có nghĩa là nhu cầu về bò kéo cày biến mất. Giống bò này chỉ được nuôi để cho thịt.
Bê cân nặng 40–45 kg lúc sinh, và thường được gửi đến giết mổ khi được 16-18 tháng, với trọng lượng 650–700 kg; năng suất là 62-63%. Thịt được coi là có chất lượng cao và mang nhãn hiệu chất lượng đã đăng ký. Cùng với Bò Chianina và bò Marchigiana, Romagnola là một trong ba giống bò được nuôi lấy thịt, nếu được nuôi trong một khu vực cụ thể của Apennines ở miền trung Italy, có trạng thái IGP là Vitellone Bianco dell'Appennino Centrale.